# Mark Boswell
Mark Boswell (ur. 28 lipca 1977 w Mandeville na Jamajce) – kanadyjski lekkoatleta, skoczek wzwyż, medalista mistrzostw świata.

## Kariera
Startował dwukrotnie w igrzyskach olimpijskich (Sydney 2000, Ateny 2004), w Sydney zajął 6. miejsce, w Atenach 7. Większe sukcesy odnosił w mistrzostwach świata – zdobył srebrny medal w Sewilli w 1999 oraz brąz w Paryżu w 2003. W 2002 i 2006 triumfował w igrzyskach Wspólnoty Narodów. W 1999 zdobył srebrne medale igrzysk panamerykańskich oraz uniwersjady.
Złoty medalista igrzysk frankofońskich (2001). Mistrz świata juniorów (1996). Trzeci zawodnik światowego finału IAAF (2004). 
Wielokrotny mistrz i rekordzista kraju. Studiował w USA, na University of Texas.

## Rekordy życiowe
- Skok wzwyż – 2,35 m (3-krotnie: 1999, 2000, 2002)